# Замок Флохберг
Замок Флохберг — руины средневекового замка в немецком городе Бопфинген (район Шлоссберг) на востоке федеральной земли Баден-Вюртемберг.

## Расположение
Замок построен на высоком холме, сложенном из осадочных известняковых пород, на высоте 579 м над уровнем моря на окраине Нёрдлингенского риса.

## История
Некий Reginhardus de Vlochperch упоминается уже в 1138 г. (и повторно — в 1152 г.), однако замок на горе, а именно Castrum Regis, то есть «королевский замок» встречается впервые в датированном 1149/1150 г. письме короля Конрада III византийской императрице Ирине.
В последующее столетие имя «фон Хлохберг» носили самые разнообразные персоны: как министериалы, так и свободные дворянские роды.
В 1330 г. Флохберг был пожалован графам фон Эттинген. Король Людвиг IV при этом дал разрешение на возобновление укреплений на горе (что косвенно свидетельствует о предшествующем разрушении замка, произошедшего, вероятно, в ходе конфликта Людвига со своим двоюродным братом и австрийским герцогом Фридрихом), и в 1338 г. замок был снова обитаем.
При Карле IV в 1347 г. Эттингены получили замок в залоговую собственность; залог, однако, никогда не был востребован назад, так что владение Флохберг фактически находилось под полным контролем Эттенгенов. От имени графов замком в дальнейшем управляли фогты.
Во время Шмалькальденской войны в замке, превращённом в крепость, останавливался Карл V.
В Тридцатилетней войне Флохберг был занят имперскими войсками, и сильно пострадал при последовавшем шведском штурме замка, после чего как оборонительное сооружение более не использовался.
С конца XVII — начала XVIII вв., в связи с основанием у подножия замковой горы поселения Шлоссберг (что, собственно, переводится как «Замковая гора»), руины замка использовались как каменоломня, что объясняет общее современное состояние всего сооружения, от которого остались лишь фрагменты былой застройки.

## Современное использование
Замок находится в собственности общины, и открыт для свободного посещения.